# Дюбо, Жан Батист
Жан-Батист Дюбо́ (фр. Jean-Baptiste Dubos; декабрь 1670, Бове, — 23 марта 1742, Париж) — аббат, французский эстетик, историк, дипломат.
Член Французской академии (1720).
Исполнял по поручению министерства иностранных дел важные поручения в Германии, Италии, Голландии и особенно в Англии, пользуясь этим для изучения поэзии и искусства.

## «Критические размышления о поэзии и живописи»
Его «Критические размышления о поэзии и живописи» (Réfléxions critiques sur la poésie et la peinture, 1719) стали важным эстетическим трудом, воздействовавшим на Лессинга. В частности, именно Дюбо (а не Аристотель, как обычно полагают) выдвинул положение о трёх родах литературы — эпосе, лирике и драме. Выдвинутому там же понятию гения суждено было стать водоразделом между эпохами исторического мышления. В соответствии с этим понятием гений был чем-то неисчерпаемым и непредсказуемым.
В этом труде Дюбо вступил в битву против жёсткой приверженности правилам, свойственным французскому классицизму — во имя чувства, страсти и врождённого гения в искусстве. Он сделал это, сознательно заняв позицию против картезианского, математически-дедуктивного духа, тогда в значительной степени господствовавшего над мышлением, и сознательно опираясь на эмпирически-индуктивный метод естественных наук и на сенсуалистскую философию англичан. В результате этого учение Дюбо о гении со всеми сделанными отсюда выводами касательно причин расцвета и упадка культур приобрело натуралистический характер: он объяснял факт существования периодов как богатых, так и бедных гениями, просто физическими причинами — меняющимися влияниями климата, свойствами воздуха и почвы. Так благодаря своей теории климата Дюбо стал непосредственным предшественником позднейшего позитивизма.

## «Критическое исследование истории установления французской монархии в Галлии»
Вступив в полемику в 1734 г. с графом Буленвилье, впервые сформулировал концепцию так называемых «романистов»: отрицал факт завоевания Галлии франками, утверждая, что их призвали сами галлы и т. о. имела место мирная ассимиляция германцев галло-римлянами. Эти взгляды критиковал уже Монтескьё, который считал, что франки завоевав Галлию угнетали галло-римское население: «Но аббат Дюбо черпал свои сведения из непригодных для историка источников — у поэтов и ораторов. Нельзя строить целую систему на произведениях, исполненных тщеславия».
Дюбо работал с гораздо более эффективным научным инструментарием, нежели Буленвилье. Он стремился быть на высоте всех требований критической эрудиции, выдвинутых в научных трудах конца XVII в. Но, сколь бы объективными и убедительными ни казались его исследования цепи событий, приведших к основанию франкской монархии, как бы ни подкупало читателя его тонкое и дружелюбное отношение к изучаемому предмету, заранее сформулированная ведущая тенденция пронизывала его так же сильно, как и Буленвилье, и его богатые знания подгонялись под эту тенденцию, а там, где источники отказывали, знания дополнялись фантазией. Дюбо видел свою задачу в том, чтобы опровергнуть тезис Буленвилье о господских правах франкских завоевателей. Напротив, эти господские права, ненавистные права сеньории и наследственной юрисдикции были, по мнению аббата Дюбо, результатом узурпации со стороны тиранических властителей IX—X вв. Но общественные основы и государственные институты, существовавшие в римские времена, в значительной степени сохранялись, за исключением особого правового положения франков, численность которых была не очень велика. Дюбо был заинтересован в доказательстве того, что между Imperium Romanum и франкскими королями существовала несомненная правовая преемственность, что последние обрели господство над Галлией не как короли народа-завоевателя, а в качестве «officiers de l’Empire», а в конечном счёте получили формальную передачу прав на это от Юстиниана. Следовательно, современные французские короли являются легитимными наследниками Августа и Тиберия, которого и сам Иисус Христос признал легитимным сувереном. Труд Дюбо был гимном нераздельной государственной власти, завещанной римскими императорами франкским королям..
Дюбо отличался непреодолимой склонностью к внутренней модернизации прошлого. Галлия позднеримского времени предстает у Дюбо подобной современной Франции — высококультурной страной, расшатавшейся, однако, из-за гражданских войн и дурного правления, чтобы в конце концов найти во франкских королях своих «покровителей».

## Сочинения
- Histoire de la Ligue faite à Cambray…, 5 éd., v. 1—2, P., 1785
- Histoire critique de l'établissement de la monarchie française dans les Gaules, v. 1—2, P., 1742
- Reflexions critiques sur la poésie et sur la peinture, 7 éd., v. 1—3, P., 1770.